# Fossillagerstätte Willershausen

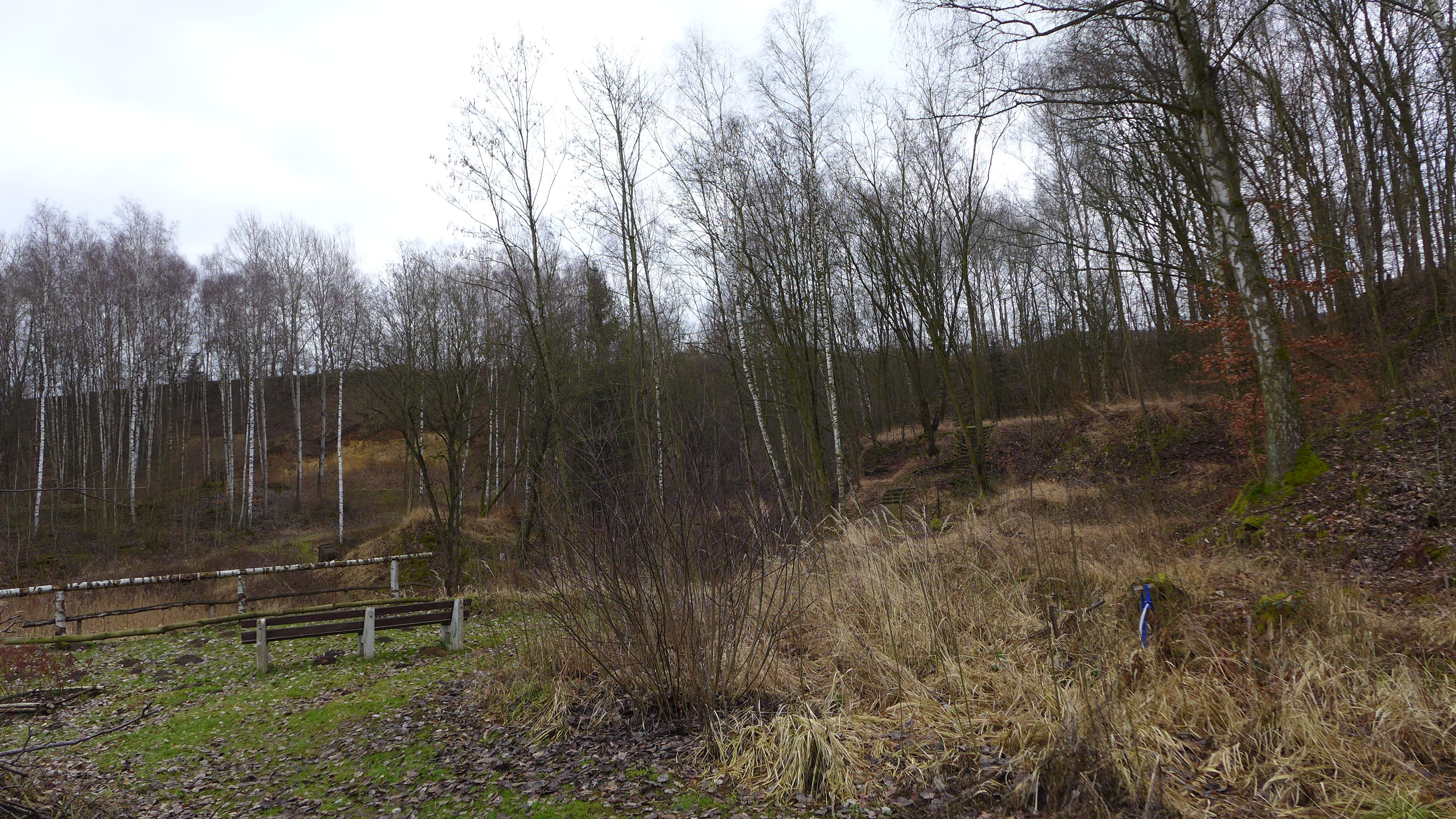
Blick auf die Tongrube

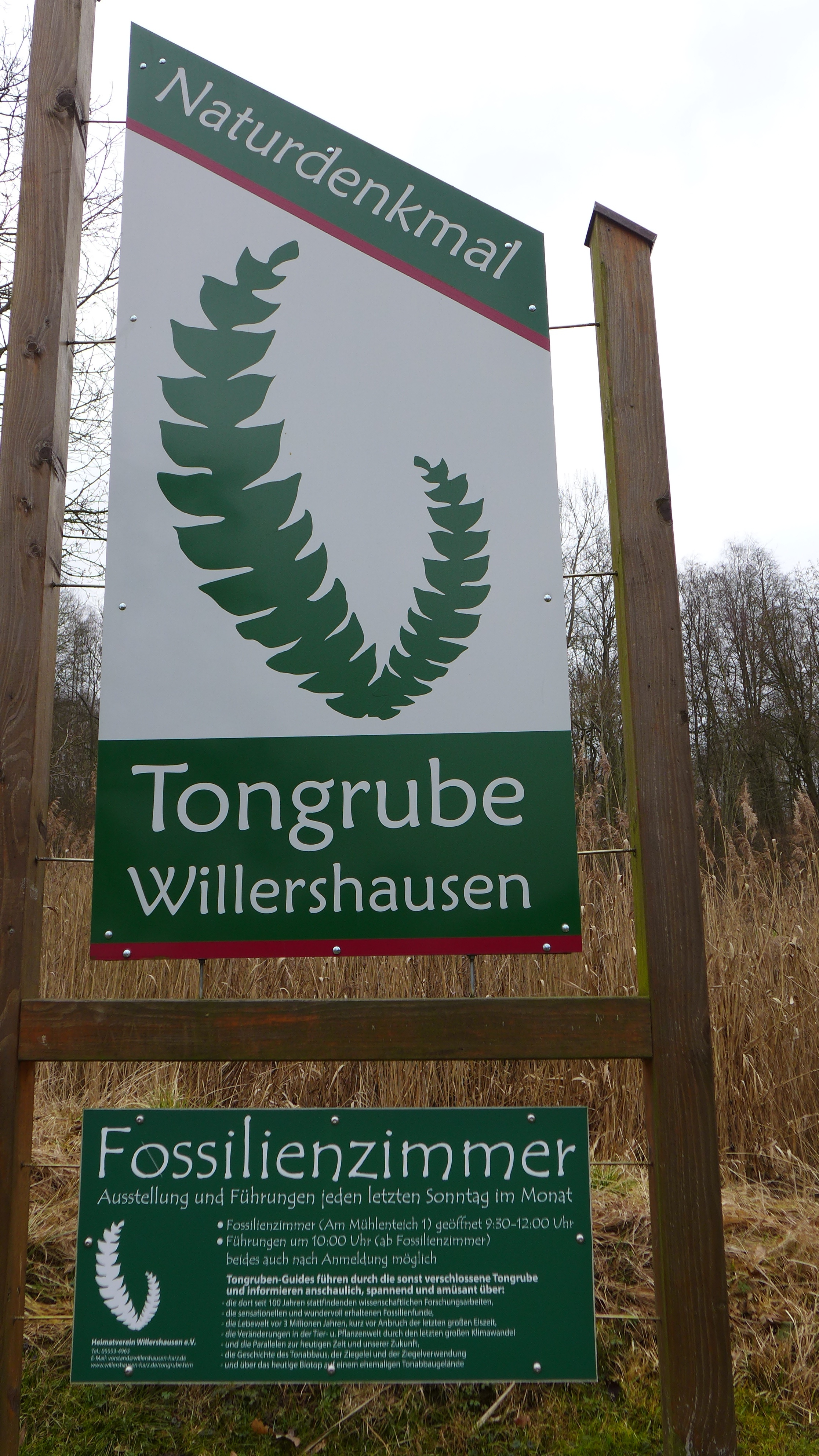
Infotafel

Die Fossillagerstätte Willershausen befindet sich in der Tongrube einer ehemaligen Ziegelei  in Willershausen in Niedersachsen. Die Fossillagerstätte aus dem Pliozän entstand vor über drei Millionen Jahren vor den Eiszeiten. In der Tongrube wurden über 50.000 Fossilien von ungefähr 500 Arten gefunden, darunter auch von größeren Säugetieren wie Tapire, Hirschen und einem Waldelefanten. Die Tongrube ist für ihre gute Erhaltung bekannt und wird den Konservatlagerstätten zugeordnet. Sie ist eine der bedeutendsten und artenreichsten Fossillagerstätten des Tertiärs in Europa. Die Tongrube ist ein Naturdenkmal und eine Landmarke im Geopark Harz – Braunschweiger Land – Ostfalen. Bei Führungen kann sie besichtigt werden.

## Geographische Lage und Geschichte
Die Tongrube befindet sich in der Nähe des Dorfes Willershausen, das zur Gemeinde Kalefeld im Landkreis Northeim gehört. Kalefeld liegt am Westrand des Harzes, am Zusammenfluss der Aue und des Düderoder Bachs.
Bis 1977 betrieb eine Ziegelei die Tongrube. Nach der Schließung der Ziegelei wurde die Tongrube 1977 zum Naturschutzgebiet erklärt.

## Geologie

### Geologischer Rahmen

Variszische Orogenese

Die Tongrube Willershausen liegt in einer Region, die durch die geologische Entwicklung des Harzes geprägt ist. Der Harz entstand durch die variszische Orogenese im Devon und Karbon. Die Region erlebte seitdem mehrere Phasen der Hebung und Erosion, was zur Bildung von Becken und Senken führte, die später mit Sedimenten gefüllt wurden. Im Pliozän war die Region von tektonischen Bewegungen geprägt, die zur Bildung von Senken führten. Eine solche Senke, die durch die Auflösung von unterirdischen Zechstein-Salzen aus dem Perm entstand, bildete den pliozänen See von Willershausen. Diese Senkungsprozesse schufen stabile Ablagerungsbedingungen mit einer hohen Sedimentationsrate, was zu einer guten Erhaltung der Fossilien beitrug. Die Sedimente im See bestehen hauptsächlich aus Ton und Schluff in den tieferen Bereichen und gröberen Sanden in den Randbereichen. Diese Sedimente wurden in einem meromiktischen See abgelagert, in dem die Wasserschichten dauerhaft getrennt sind. Die daraus resultierenden anoxischen Bedingungen im Tiefenwasser verhinderten die Zersetzung organischer Materialien und förderten die vollständige Erhaltung der Fossilien. Das Klima war warmgemäßigt mit Jahrestemperaturen zwischen 11 und 13 °C und einem jährlichen Niederschlag von etwa 900 mm, was eine dichte Laubwaldvegetation mit hoher Biodiversität begünstigte.

### Entstehungsgeschichte
Der See von Willershausen hatte eine Tiefe von 10 Metern und einen Durchmesser von ungefähr 150 Metern. Am Rand des Sees finden sich sandige Schelfablagerungen, während sich nach wenigen Metern Tonablagerungen ausbreiten. Zunächst trifft man auf hellgrauen Ton, der im Beckenzentrum in einen schwarzen, feinlamellierten Ton übergeht. Dieser Ton ist von hellem Sand mit teilweise starken Bänderungen durchsetzt, in dem auch das Skelett eines Mastodonten gefunden wurde. Die Sedimentabfolge ist Transgressiv, was daran erkennbar ist, dass sich die Tone im Laufe der Zeit im See ausgebreitet haben. Eine harte Karbonat-Bank bildet den Leithorizont, der durch alle Fazies der Beckenfüllung verfolgt werden kann. Fast alle der 50.000 Fossilien wurden in dieser Bank gefunden. Die Karbonat-Bank entstand unter außergewöhnlichen hydrographischen Bedingungen. Die Schichtung im Beckenzentrum ist sehr regelmäßig mit einer Rate von 1 mm pro Jahr, während die Mächtigkeit am Rand 30 cm beträgt, was darauf hinweist, dass alle Fossilien innerhalb eines kurzen Zeitraums von 300 Jahren abgelagert wurden. Das Karbonat besteht aus feinkörnigem Proto-Dolomit. Er bildet sich nicht im Süßwasser, sondern nur diagnetisch durch den Ersatz von Calcit bei hohem pH-Wert und hoher Konzentration über dem Seewasser. Diese Zusammensetzung kann durch Zuströme von Lösungen aus Zechsteinsalzen erklärt werden.

### Datierung
Die Tongrube Willershausen wird ins obere Pliozän datiert, was einem Zeitraum von etwa 3 bis 2,6 Millionen Jahren entspricht. Die Datierung basiert in erster Linie auf Biostratigraphie, insbesondere auf Fossilien von Insekten, Fischen und Amphibien. Diese Daten werden durch geochemische Messungen wie Isotopenverhältnisse und paläomagnetische Untersuchungen gestützt.

## Forschungsgeschichte
Im Jahr 1914 war Hugo Wegle der erste, der über die Schichten der Tongrube von Willershausen und einige der darin gefundenen Fossilien berichtete. Nach der Entdeckung eines Mastodons ordnete Wegle die Fossillagerstätte dem Ober-Pliozän zu.
In den folgenden Jahrzehnten erforschten Hermann Schmidt, Professor für Paläontologie an der Universität Göttingen, und sein Schüler Adolf Straus die Fossilien und sammelten zahlreiche Exemplare. Im Jahr 1949 schloss Schmidt, dass die Umweltbedingungen zur Zeit der Fossilienablagerungen einer Savanne entsprachen. Im Gegensatz dazu vermutete sein Schüler Straus 1960, dass es sich um einen dichten, gestuften Wald handelte. Straus arbeitete zudem an einer umfassenden Monographie aller Pflanzenfossilien, verstarb jedoch vor deren Veröffentlichung. Diese Monographie wurde erst 1992 von Wilde et al. publiziert. Im gleichen Jahr veröffentlichten Wilde und Lengtat eine Bibliographie der  Tongrube Willershausen.
Die sedimentpetrographischen Arbeiten und die Auswertungen der Sedimentstrukturen wurden von Josef Paul durchgeführt. Diese Arbeiten waren bereits 1968 abgeschlossen, wurden jedoch erst 1977 in einer Veröffentlichung von Meischner et Paul publiziert.

## Taphonomie

### Erhaltung der Fossilien
In den sandigen Bereichen am Rand des Sees finden sich hauptsächlich grobe Pflanzenreste wie Holz, hartes Laub, Steinfrüchte und Samen sowie Steinkerne von Viviparus und Unio, zusammen mit schlecht erhaltenen Skelettfragmenten. In tieferem Wasser trifft man zunächst auf Viviparus, Unio, Myriophyllum und Potamogeton. Mit dem Übergang zu den dunklen Tonen Richtung Beckenzentrum verbessert sich die Erhaltung der Fossilien erheblich. In der Beckenmitte sind hauptsächlich nektonische Fauna des offenen Wassers sowie terrestrische Pflanzen und Tiere erhalten, die entweder durch Bäche oder Wind ins Zentrum transportiert wurden. In der Dolomit-Bank ist die Erhaltung makellos und vollständig. Die Tiere wurden nach ihrem Tod vor Aasfressern geschützt und erlitten keine Deformationen. Es gibt auch keine Hinweise auf Zerstörung durch bakterielle Zersetzung. Auf den Schichtflächen finden sich gut erhaltene Fossilien wie behaarte Mäuse mit teilweise erhaltenem Mageninhalt, Frösche mit Hauterhaltung und Laich, Fische, Riesensalamander, Insekten sowie zahlreiche Blätter, Früchte, Samen, Samenzapfen, Koniferen-Nadeln und Knospenschuppen. Im tieferen Becken war die Erhaltung nicht selektiv; Gewebe jeder Art, einschließlich Haare, Federn, Haut, Blattoberflächen und Chitin, sind erhalten. Die meisten Fossilien sind vollständig erhalten, mit Ausnahme einiger Insekten, denen gewaltsam Gliedmaßen abhandengekommen sind. Der Proto-Dolomit schließt bereits vollständig erhaltene Fossilien ein. Die Rekristallisation des Dolomits hat den Porenraum stark verringert, wodurch die Fossilien vor jeglicher Art der Zersetzung geschützt waren. Dadurch blieben Haut, Haare und Federn ebenso erhalten wie Muskelgewebe von Fischen und Krebsen. Durch Salzströme aus dem Zechstein konnten sich Frösche samt ihrem Laich ablagern. Die Erhaltung war möglich, weil der Frosch in der Salzlösung dehydriert wurde, bevor die Dolomitisierung ihn einschloss.

## Funde
In der Tongrube Willershausen wurden über 50.000 Fossilien und etwa 500 Arten entdeckt. Die Fossilien umfassen eine breite Palette von Pflanzen sowie Tieren und bieten einen umfassenden Einblick in das damalige Ökosystem. Da auch Privatpersonen in der Tongrube Fossilien gesammelt haben, ist der gesamte Fundumfang der Wissenschaft nicht bekannt.

### Flora
| Gattung oder Art        | Information              | Bild |
| Quercus                 | Eiche                    |      |
| Fagus sylvatica         | Rotbuche                 |      |
| Ulmus                   | Ulmen                    |      |
| Acer                    | Ahorn                    |      |
| Adiantum                | Frauenhaarfarne          |      |
| Diatomen                | Kieselalgen              |      |
| Rumex                   | Ampfer                   |      |
| Potamogeton             | Laichkraut               |      |
| Tilia                   | Linden                   |      |
| Fraxinus excelsior      | Gemeine Esche            |      |
| Sassafras albidum       | Sassafrasbaum            |      |
| Liriodendron tulipifera | Tulpenbaum               |      |
| Sequoioideae            | Mammutbaum               |      |
| Glyptostrobus pensilis  | Chinazypresse            |      |
| Ficus carica            | Echte Feige              |      |
| Castanea sativa         | Edelkastanie             |      |
| Betula                  | Birke                    |      |
| Liquidambar styraciflua | Amerikanischer Amberbaum |      |
| Laurus nobilis          | Echter Lorbeer           |      |
| Nyssa                   | Tupelobaum               |      |
| Pterocarya              | Flügelnüsse              |      |
| Zelkova                 | Zelkoven                 |      |

### Fauna

#### Wirbellose
| Wissenschaftlicher Name | Art                          | Bild |
| Sialis                  | Schlammfliege                |      |
| Astacus                 | Edelkrebs                    |      |
| Viviparus               | Sumpfdeckelschnecke          |      |
| Unio                    | Malermuschel                 |      |
| Gryllotalpa             | Gemeine Maulwurfsgrille      |      |
| Gryllotalpa             | Afrikanische Maulwurfsgrille |      |
| Cerambyx                | Großer Eichenbock            |      |
| Aphidoidea              | Blattlaus                    |      |
| Ptyelus grossus         | Zikade                       |      |
| Plectopra               | Grundwanze                   |      |
| Plecoptera              | Steinfliege                  |      |
| Isoptera                | Termiten                     |      |
| Mantis religiosa        | Europäische Gottesanbeterin  |      |
| Hymenoptera             | Hautflügler                  |      |

#### Fische und Amphibien
| Wissenschaftlicher Name | Art              | Bild |
| Tinca                   | Schleie          |      |
| Perca                   | Barsch           |      |
| Andrias                 | Riesensalamander |      |
| Rana                    | echte Frösche    |      |

#### Reptilien und Vögel
| Wissenschaftlicher Name | Art                      | Bild |
| Chelydra                | Schnappschildkröte       |      |
| Geoemydidae             | Altwelt-Sumpfschildkröte |      |

#### Säugetiere
| Wissenschaftlicher Name | Art         | Bild |
| Tapirus                 | Tapire      |      |
| Apodemus                | Waldmaus    |      |
| Cervus                  | Edelhirsch  |      |
| Mastodontoidea          | Mastodonten |      |